# Microcerella acrydiorum
Microcerella acrydiorum är en tvåvingeart som först beskrevs av Weyenberg 1875.  Microcerella acrydiorum ingår i släktet Microcerella och familjen köttflugor. Inga underarter finns listade i Catalogue of Life.